# Otto Berger (General)
Adolf Otto Berger (* 2. Juli 1837 in Rastenburg; † 23. Januar 1910 in Göttingen) war ein preußischer Generalleutnant und Kommandeur der 58. Infanterie-Brigade.

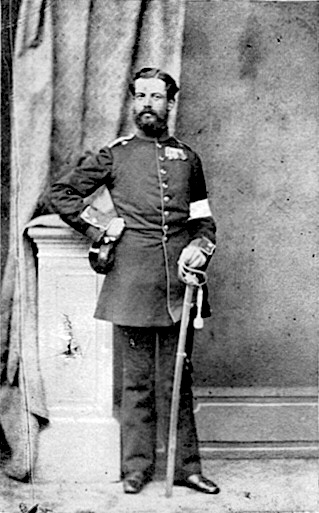
Otto Berger, 1866

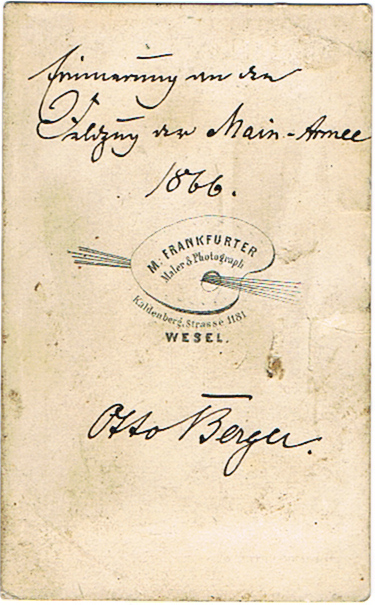
Rückseite der Fotografie von Generalleutnant Otto Berger

## Leben

### Herkunft
Seine Eltern waren der preußische Oberst Johann Berger (1793–1871) und dessen Ehefrau Henriette, geborene Scholinus (1804–1881). Der ältere Bruder Hermann war preußischer Generalleutnant und Wilhelm Vizeadmiral der Kaiserlichen Marine.

### Militärkarriere
Berger erhielt seine Schulbildung zunächst auf der Realschule in Kolberg, dann auf dem Friedrich-Wilhelm-Gymnasium in Köln sowie dem Pädagogium Halle. Nach seinem Abschluss trat er am 1. März 1855 als Füsilier in das 13. Infanterie-Regiment der Preußischen Armee ein und avancierte bis Mitte Dezember 1856 zum Sekondeleutnant. Während der Mobilmachung anlässlich des Sardinischen Krieges war er Ende Juni bis Anfang September 1859 als Adjutant des Ersatzbataillons der 25. Infanterie-Brigade kommandiert. Am 1. Januar 1860 folgte seine Kommandierung als Adjutant des I. Bataillons im 13. Landwehr-Regiment. Daraus formierte sich das 13. kombinierte Infanterie-Regiment und am 1. Juli 1860 das 5. Westfälische Infanterie-Regiment (Nr. 53). Im Krieg gegen Dänemark nahm Berger 1864 am Sturm auf die Düppeler Schanzen und dem Übergang nach Alsen teil, wurde am 23. Mai Premierleutnant sowie am 7. Juni 1864 mit dem Roten Adlerorden IV. Klasse mit Schwertern ausgezeichnet.
Während des Deutschen Krieges von 1866 kämpfte er bei Dermbach-Niethartshausen-Zella, Kissingen und Waldaschach, Aschaffenburg, Tauberbischofsheim sowie Gerchsheims und nahm am Beschuss von Würzburg teil. Nach dem Krieg war er ab Anfang Juli 1868 zunächst Kompanieführer und rückte mit der Beförderung zum Hauptmann am 15. September 1869 zum Kompaniechef auf. In dieser Eigenschaft wirkte er während des Krieges gegen Frankreich 1870/71 in den Kämpfen bei Saarbrücken, Colombey und Bois de Vaux, vor Metz sowie bei Noisseville. Am 6. September 1870 erhielt er das Eiserne Kreuz II. Klasse.
Nach dem Krieg wurde Berger am 19. Februar 1879 als überzähliger Major seinem Regiment aggregiert und am 25. November 1879 einrangiert. Am 13. April 1880 wurde er etatsmäßiger Stabsoffizier und am 15. Dezember 1881 Kommandeur des I. Bataillons. Daran schloss sich vom 13. März 1884 bis zum 15. Oktober 1886 eine Verwendung als Kommandeur des Füsilier-Bataillons im 2. Thüringischen Infanterie-Regiment Nr. 32 in Hersfeld an. Unter Beförderung zum Oberstleutnant war er dann etatsmäßiger Stabsoffizier im Infanterie-Regiment Nr. 132 und wurde am 22. März 1889 als Oberst Kommandeur des in Flensburg stationierten Schleswig-Holsteinischen Füsilier-Regiments Nr. 86. Von dort kam er am 17. November 1891 als Generalmajor und Kommandeur der 58. Infanterie-Brigade nach Mülhausen. Er erhielt am 14. September 1893 den Roten Adlerorden II. Klasse mit Eichenlaub und Schwertern am Ringe und anlässlich des Ordensfestes im Januar 1895 den Kronen-Orden II. Klasse mit Stern. Noch am 14. Juli avancierte Berger zum Generalleutnant, bevor er am 18. August 1895 mit Pension zur Disposition gestellt wurde.
Neben seinem Militärdienst war Berger als Komponist tätig. Sein bekanntestes Werk ist der „Hohenzollern-Marsch“, den er um 1896 als Opus 43 komponierte und der später in die preußische Armeemarschsammlung aufgenommen wurde.
Er starb unverheiratet am 23. Januar 1910 in Göttingen.

### Hörbeispiele
- Hohenzollern-Marsch auf YouTube, aufgenommen vom Musikkorps der Bundeswehr, Siegburg; Leitung: Oberstleutnant Christoph Scheibling.

| Personendaten    | Personendaten                           |
| ---------------- | --------------------------------------- |
| NAME             | Berger, Otto                            |
| ALTERNATIVNAMEN  | Berger, Adolf Otto (vollständiger Name) |
| KURZBESCHREIBUNG | preußischer Generalleutnant             |
| GEBURTSDATUM     | 2. Juli 1837                            |
| GEBURTSORT       | Rastenburg                              |
| STERBEDATUM      | 23. Januar 1910                         |
| STERBEORT        | Göttingen                               |